# Oberdahlhausen (Radevormwald)

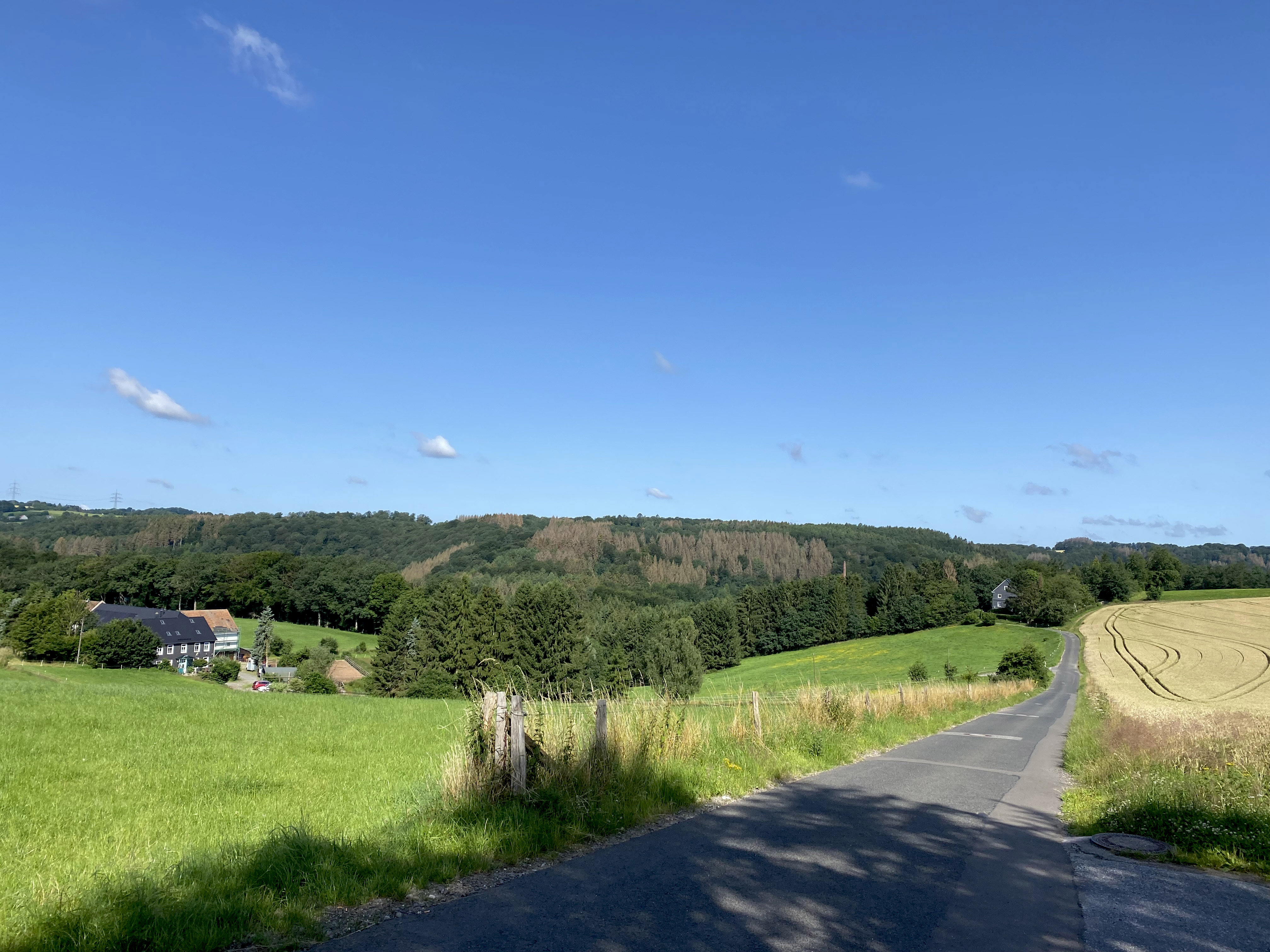
Oberdahlhausen (links) an der Bergstraße

Oberdahlhausen ist eine Hofschaft der Stadt Radevormwald im Oberbergischen Kreis im nordrhein-westfälischen Regierungsbezirk Köln in Deutschland.

## Lage
Oberdahlhausen liegt westlich von Radevormwald an der von Herbeck nach Dahlhausen führenden Landesstraße 81. Nachbarorte sind Rechelsiepen, Dahlhausen und Herbeck.
Nordöstlich der Hofschaft entspringt ein vom Wupperverband nicht mit Namen versehenes Gewässer. Dieses mündet nach 200 m in die Wupper.
Politisch wird der Ort durch den Direktkandidaten des Wahlbezirks 130 im Rat der Stadt Radevormwald vertreten.

## Geschichte
1317 wurde der Ort das erste Mal urkundlich erwähnt und zwar „Dietmar von Dalhusen ist Siegelzeuge in einer Urkunde für den Johanniter-Orden zu Burg a. d. Wupper“. Die Schreibweise der Erstnennung war „Dalhusen“. 1715 weist die Karte Topographia Ducatus Montani die Ortslage von Oberdahlhausen als „Freyhof“ und ebenfalls unter der Bezeichnung „Dalhusen“ aus.

## Busverbindung
Über die bei Herbeck in knapp 500 m Entfernung liegende Bushaltestelle Oberdahlhausen besteht Anbindung an das öffentliche Verkehrsnetz. Die Haltestelle wird von der Linie 626 bedient.